# Саургачи (посёлок)
Саургачи — посёлок в Усть-Ишимском районе Омской области России. Входит в состав Загваздинского сельского поселения. Население 9 чел. (2010) .

## История
В соответствии с Законом Омской области от 30 июля 2004 года № 548-ОЗ «О границах и статусе муниципальных образований Омской области» деревня вошла в состав образованного муниципального образования «Загваздинское сельское поселение».

## География
Саургачи находится на северо-западе части региона, в пределах Ишимской равнины, являющейся частью Западно-Сибирской равнины, в лесной местности у озера Карабулак,  в долине р. Иртыш.

## Население
| 2010 |
| ---- |
| 9    |

Гендерный состав
По данным Всероссийской переписи населения 2010 года в гендерной структуре населения из 9 человек мужчин — 6, женщин — 3 (66,7 и	33,3 % соответственно).
Национальный состав
Согласно результатам переписи 2002 года, в национальной структуре населения русские составляли 77 % от общей численности населения в 22 чел..

## Инфраструктура
Лесное хозяйство.

## Транспорт
автомобильный и водный транспорт.
Проходит автодорога «Вагай — Усть-Ишим».